# Babót
Babót é um município da Hungria, situado no condado de Győr-Moson-Sopron. Tem 21,67 km² de área e sua população em 2015 foi estimada em 1.128 habitantes.